# Prospectors Mountain
Der Prospectors Mountain ist ein Berg im Grand-Teton-Nationalpark im Westen des US-Bundesstaates Wyoming. Er hat eine Höhe von 3427 m und ist Teil der Teton Range in den Rocky Mountains. Er erhebt sich südlich über den tief eingeschnittenen Death Canyon, nördlich über den Open Canyon und westlich über Jackson Hole. Der Phelps Lake liegt rund zwei Kilometer östlich. Der Prospectors Mountain bildet den höchsten Punkt des Grats, der sich vom Spearhead Peak über Peak 10905 und Peak 10988 nach Nordosten zieht.

## Belege
1. ↑  Peakbagger: Prospectors Mountain. Abgerufen am 31. Januar 2021.
2. ↑  Geonames: Prospectors Mountain. Abgerufen am 31. Januar 2021.